# La barca di Acheronte
La barca di Acheronte (La barca de Aqueronte) è un dipinto a olio su tela del pittore filippino Félix Resurrección Hidalgo, realizzato nel 1887. L'opera è conservata al museo nazionale delle Filippine di Manila.

## Storia

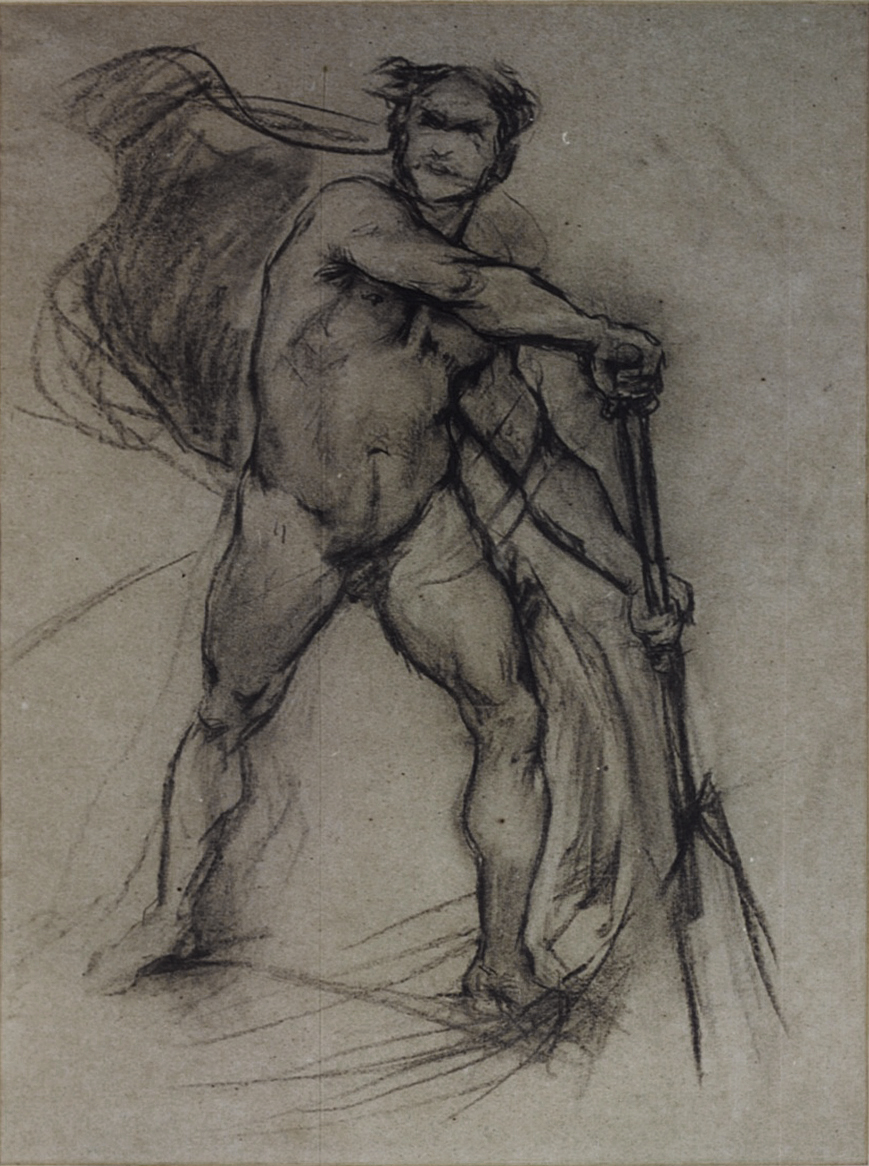
Uno studio per Caronte.

Hidalgo finì di dipingere La barca di Acheronte nel 1887, all'età di 34 anni. Hidalgo aveva realizzato degli studi a carboncino di Caronte che sono rappresentativi degli eroi nudi greco-romani modellati secondo uno stile rinascimentale. Questi studi oggi si trovano nella collezione del museo López di Pasig, nelle Filippine, e della sua biblioteca.
L'opera vinse la medaglia d'oro all'esposizione generale delle Filippine a Madrid. Nel 1889, una giuria internazionale aggiudicò la medaglia d'argento all'esposizione di Parigi del 1889, un riconoscimento che nessun altro filippino aveva ottenuto all'esposizione francese. Il dipinto vinse anche altri premi, come un diploma d'onore all'esposizione generale di belle arti di Barcellona e una medaglia d'oro all'esposizione internazionale di belle arti di Madrid del 1893. Il 7 marzo 1893, il governo spagnolo acquistò il quadro tramite un decreto reale per 7500 pesete.

## Descrizione

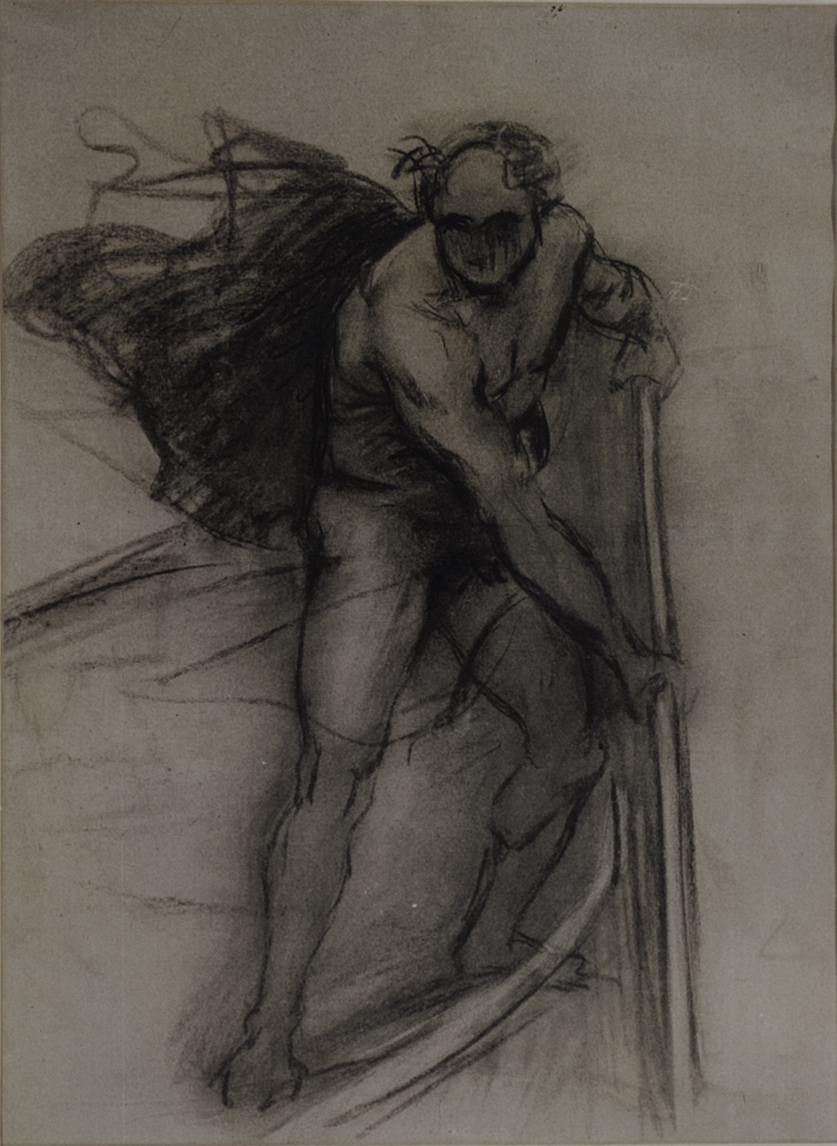
Uno studio di Caronte.

La Barca di Acheronte è un dipinto in stile neoclassico che Hidalgo realizzò dopo aver letto l'Inferno di Dante Alighieri durante un soggiorno in Italia. Si tratta dell'interpretazione di Hidalgo delle anime dannate che attraversano il fiume Acheronte per giungere nell'Ade. Il protagonista del dipinto è il traghettatore Caronte, un personaggio della mitologia classica che è raffigurato come un mietitore di anime spietato, con gli "occhi di bragia" che fissano nell'ombra minacciosamente i dannati che si imbarcano.
Caronte si trova nel lato destro del dipinto ed è raffigurato come una figura solitaria avvolta in un mantello (nello studio al museo López, invece, è nudo). La figura contrasta con il cielo color rosso. Nel lato sinistro della composizione, d'altro canto, è un diagonale formata da un ammasso di corpi svestiti che si dirigono verso la barca di Caronte. Il movimento diagonale nel lato sinistro del dipinto è descritto come "in tensione forte" con il lato destro dell'opera.